# Universidad La República
La Universidad La República (abreviada ULARE) es una universidad privada chilena, fundada el 12 de septiembre de 1988. Adquirió su autonomía en 2001, con la Ley N.°18.962, Orgánica Constitucional de Enseñanza y el Acuerdo N.°13.
Dentro del sistema universitario chileno es la universidad con los aranceles más bajos y aquella con mayor porcentaje de egresados desempeñándose en el servicio público. Del mismo modo, fue la primera universidad chilena en abrir sus puertas en horario vespertino para trabajadores que aspiraban a ser profesionales, instaurando programas de importante valoración social como Enfermería y Derecho.  
Cuenta con convenio de cooperación nacional con Universidad Tecnológica Metropolitana (Chile) y de cooperación e investigación internacional con Universidad de Alicante (España), Universidad de Medellín (Colombia), Universidad Católica de Oriente (Colombia) y Universidad Pontificia Bolivariana (Colombia).  
Actualmente no se encuentra acreditada por la Comisión Nacional de Acreditación (CNA-Chile).Está en la posición 68 según el ranking de Webometrics 2024.

## Historia

### Fundación
La Universidad de La República fue fundada el 12 de septiembre de 1988 por 97 miembros de La Gran Logia de Chile, constituyendo la Corporación de Derecho Privado Universidad La República. Inició sus actividades académicas al año siguiente, con cerca de 700 alumnos, en «apoyo a los desamparados de la fortuna». Si bien los comienzos de la casa de estudios estuvieron ligados a la Masonería, hoy en día no existe relación alguna entre ambas instituciones.
La Gran Logia de Chile fue quien designó a los 97 socios fundadores, pero esta entidad nunca tuvo participación alguna en la dirección y conducción de Universidad La República. El capital de aquel entonces destinado a su creación, de $22.000.000, fue aportado por sus socios fundadores. Entre ellos destacan:  
1. Óscar Pereira Henríquez: primer presidente de la Junta Directiva en Universidad La República.
2. Leandro Carvallo Rodó: primer vicepresidente de la Junta Directiva en Universidad la República
3. Julio del Río Berthoud: primer rector de Universidad La República.
4. Eduardo Salgado Solovera: músico y socio fundador.
5. Hernán Sudy Pinto: cirujano y socio fundador.
6. Miguel Bravo Elgueta: odontólogo  y socio fundador.
7. Juan Durán Armijo: médico  y socio fundador.
8. Alejandro Font Filax: ingeniero y socio fundador.
9. Hugo Rebolledo Berroeta: cardiólogo y socio fundador.
10. Rolando Cantarutti Jagniaux: otorrinolaringólogo y socio fundador.

### Crisis financiera
Durante el año 2008, la Universidad La República enfrentó un periodo de paros y tomas, debido a los problemas económicos por los que atravesaba la institución, teniendo un pasivo de más de diez mil millones de pesos,[cita requerida] lo que llevó a la Gran Logia de Chile a emitir un comunicado el 18 de mayo, en el que declaraban no tener ninguna vinculación con la universidad.
La versión oficial de la universidad es que la causa de dicha crisis económica fue la alta morosidad de sus alumnos. El problema se habría originado a partir del año 1994, puesto que la institución ofreció al Banco del Desarrollo su garantía solidaria a favor de los alumnos becarios. Es decir, si los alumnos no le pagaban sus cuotas al banco, logradas en el marco de las llamadas «Becas Corfo», la Universidad era quien cubría esos pagos. Al año 2006 la Universidad tenía una deuda con el banco de 3500 millones de pesos.
El 15 de enero de 2022, la Corte de Apelaciones de Santiago confirmó la revocación su reconocimiento oficial. Sin embargo, el 24 de abril de 2022 la Excelentísima Corte Suprema de Justicia de Chile anuló el dictamen de cierre al considerar que el Consejo Nacional de Educación quebrantó «de manera flagrante el debido proceso».

### Nueva etapa
El 5 de julio de 2023, se revirtió un fallo de cierre de la Subsecretaría de Educación Superior, quedando así anulado el decreto exento n°480/2021, el cual les permite recuperar el reconocimiento oficial de la casa de estudios por parte del Ministerio de Educación. El 29 de septiembre de 2023 culmina la primera etapa del proceso de acreditación, la confección del Informe de Autoevaluación, apostando así a la certificación de su calidad académica. Para el 17 de enero de 2024, la Comisión Nacional de Acreditación notificó a la casa de estudios su No Acreditación.

## Administración

### Rectores
- Julio del Río Berthoud (1988 - 1995)
- Jorge Carvajal Muñoz (1996 - 2008)
- Gabriel Ramírez Pérez (2009 - 2011)
- Alfredo Romero Licuime (2012 - 2019)
- Fernando Lagos Basualto (2020 - actualidad)

### Otras autoridades
- Presidente de la Junta Directiva: Osvaldo Correa Sepúlveda.
- Vicepresidente de la Junta Directiva: Julio Guerra Perez.

- Vicerrectora Académica: Patricia Gajardo Gárate.
- Director de Administración y Finanzas: Enrique Sanchez Kaplan.
- Secretario general: Werner Diesel Fuentes.
- Contralor: Patricio Acevedo Martínez.

## Organización

### Escuelas
- Ciencias Jurídicas y Sociales
  - Derecho
  - Trabajo Social
- Ingeniería y Negocios
  - Ingeniería Comercial
  - Ingeniería Civil Industrial
- Salud
  - Terapia Ocupacional
  - Enfermería
  - Kinesiología
  - Psicología

### Institutos y Centros
- Instituto de Filosofía
- Instituto de Gestión y Tecnología
- Centro de Estudios e Investigación en Equidad, Innovación y Desarrollo Humano
- Centro Gerontológico

### Educación Continua
- Diplomado en Coordinación Programa de Integración Escolar
- Diplomado en Estimulación Temprana y Apego
- Diploma en Salud Mental Comunitaria
- Diplomado en Prevención y Control de Infecciones Asociadas a la Atención en Salud
- Diplomado en Gestión de Calidad en Establecimientos de Salud

### Postgrados
- Magíster en Docencia Universitaria
- Magíster en Gestión y Liderazgo Educacional
- Magíster en Ingeniería Industrial
- Magíster en Seguridad Industrial, Salud Ocupacional y Medio Ambiente
- Magíster en Gestión de Calidad en Establecimientos de Salud

## Egresados destacados
- Carmen Gloria Arroyo. Licenciatura en Ciencias Sociales y conductora del programa de Chilevisión La Jueza.
- Ximena Órdenes Neira. Socióloga y senadora de la República.
- Neftalí Carabantes. Licenciado en Ciencias Jurídicas y subsecretario del Ministerio Secretaría General de Gobierno. .
- Luis Cordero Vega. Licenciado en Ciencias Jurídicas y ministro de Justicia y Derechos Humanos.
- Mario Desbordes. Licenciado en Ciencias Jurídicas y ministro de Defensa.
- Marcelo Díaz Díaz. Licenciado en Ciencias Jurídicas, diputado y ministro de la Secretaría General de Gobierno.
- Rubén Malvoa. Licenciado en Ciencias Jurídicas y alcalde de Conchalí.
- Carlos Pavez. Licenciado en Ciencias Jurídicas y director de la Unidad de Análisis Financiero de Chile.
- Alihuen Antileo. Licenciado en Ciencias Jurídicas y consejero constitucional por el escaño de los pueblos indígenas.

## Centro Nacional de Simulación Clínica

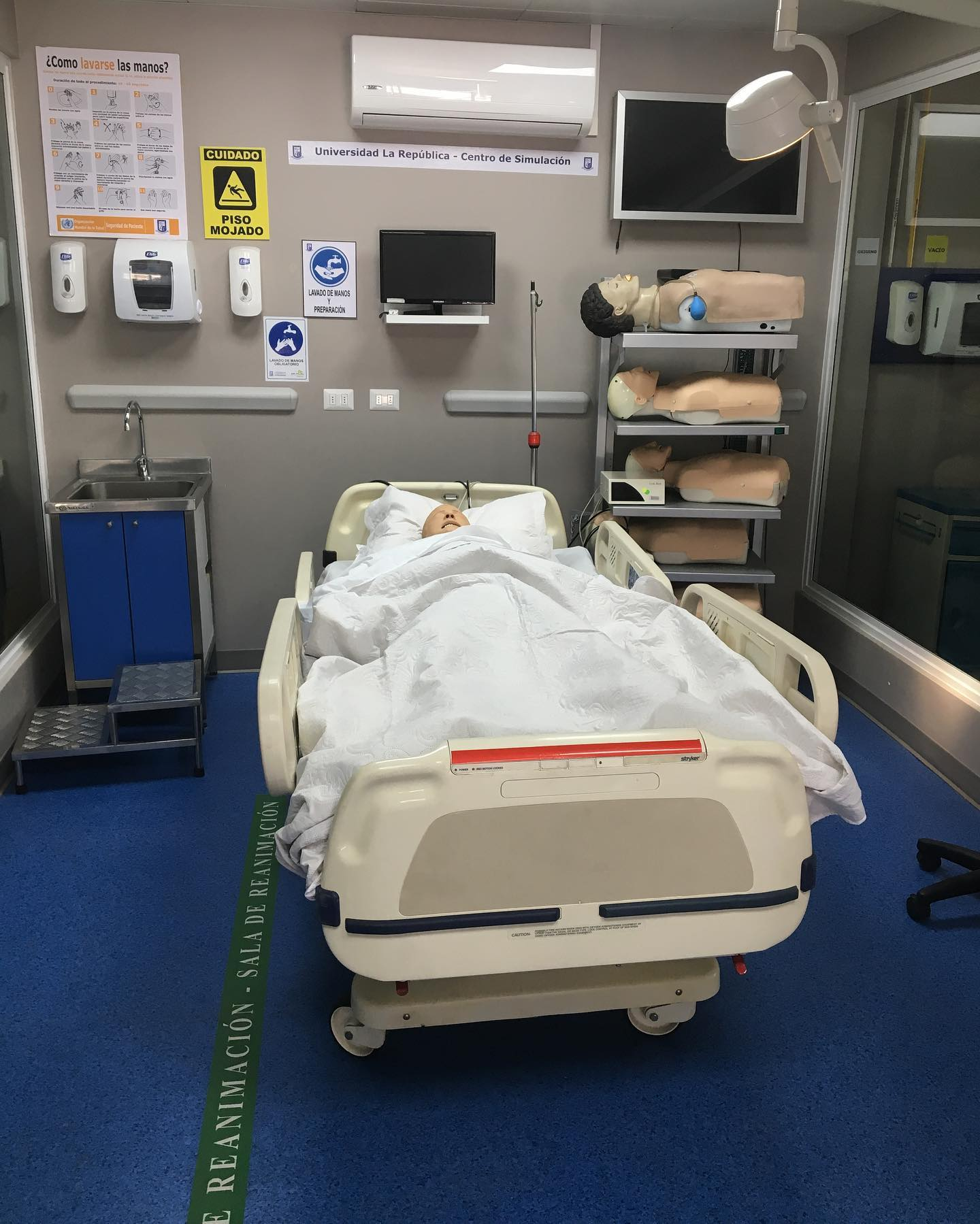
Centro Nacional de Simulación Clínica

En su sede Santiago cuenta con el Centro Nacional de Simulación Clínica, un espacio creado para cohesionar en simulación a las diferentes carreras de la Escuela de Salud para entrenar a sus estudiantes frente a complejas situaciones y en un escenario seguro. Cuenta con unidades de Alta y Baja Fidelidad con sus respectivas salas de control y monitoreo para actividades de simulación clínica de adultos, pediátricos y neonatos por medio de fantomas, simuladores y pacientes simulados. Propicia más de 500 metros cuadrados distribuidos en dos plantas que entregan sala de reanimación, box de procedimientos, pabellones quirurgicos, sala recuperación, unidad de paciente crítico y hospitalización adulto, pediátrica y neonatal.